# West Chester United SC
El West Chester United SC es un equipo de fútbol de Estados Unidos que juega en la USL League Two, la cuarta división nacional.

## Historia
Fue fundado en el año 1976 en la ciudad de west Chester, Pensilvania con el nombre Predators como un equipo de divisiones regionales a nivel aficionado. En 2017 se anuncia como un equipo de expansión en la NPSL y cambia su nombre por el actual, West Chester is a non-profit youth organization, with over 3400 boys and girls ages 3 to 18 and approximately 350 adult players. siendo una organización sin fines lucrativos que cuenta con más de 3400 niños y niñas entre los 3 y 18 años y alrededor de 350 jugadores adultos.
El 14 de enero de 2020 la USL League Two anunció que West Chester United se uniría a la liga en la temporada 2020 en la Mid Atlantic Division.

## Rivalidades
Desde 2017 WCU tiene una rivalidad con el equipo Philadelphia Lone Star FC, que también se unió a la NPSL en 2017. El primer enfrentamiento entre ambos equipos en la liga se le conoció como el Route 3 Derby, en la que el ganador de la serie a dos partidos entre ambos se lleva la Kildare's Cup. West Chester ha ganado la copa cada desde su existencia, con una cerrada serie que inició en 2019 cuando el United ganó 4-3 luego de que en el primer partido iba perdiendo al medio tiempo.

## Palmarés

### NPSL
- Kildare's Cup (3): 2017, 2018, 2019
- Keystone Conference Champions (1): 2021

### USL League Two
- Mid Atlantic Division (1): 2021

### Amateur
- United Soccer League of Pennsylvania (4): 2015–16, 2016–17, 2017–18, 2018-19
- Northeast Elite Soccer League (1): 2019
- Eastern Pennsylvania Soccer Association Open Cup (4): 2011–12, 2012–13, 2013–14, 2014-15
- Eastern Pennsylvania Soccer Association Amateur Open Cup (2): 2017–18, 2018–19
- USASA Region I Werner Fricker Open Cup (1): 2015
- Werner Fricker Open Cup (1): 2015
- USASA Region I Amateur Cup (1): 2018